# CW Большой Медведицы
CW Большой Медведицы (лат. CW Ursae Majoris) — одиночная переменная звезда в созвездии Большой Медведицы на расстоянии приблизительно 43,6 световых лет (около 13,4 парсеков) от Солнца. Видимая звёздная величина звезды — от +14,6m до +12,6m.

## Характеристики
CW Большой Медведицы — красный карлик, эруптивная переменная звезда типа UV Кита (UV) спектрального класса M4,5Ve или M3V. Эффективная температура — около 3344 К.